# Fulton (Míchigan)
Fulton es un lugar designado por el censo ubicado en el condado de Keweenaw en el estado estadounidense de Míchigan. En el Censo de 2020 tenía una población de 182 habitantes y una densidad poblacional de 145,6 habitantes por km². Fue incluido como CDP en el censo de 2020. 

## Geografía
Fulton se encuentra ubicado en las coordenadas 47°17′56″N 88°21′36″O / 47.29889, -88.36000. Según la Oficina del Censo de los Estados Unidos,  tiene una superficie total de 1,25 km², todos correspondientes a tierra firme.